# Le Mesnil-Amey
Le Mesnil-Amey é uma comuna francesa na região administrativa da Normandia, no departamento Mancha. Estende-se por uma área de 2,81 km². Em 2010 a comuna tinha 288 habitantes (densidade: 102,5 hab./km²).